# Klasyfikacja samogłosek
Samogłoski klasyfikuje się według następujących cech artykulacyjnych:
- stopień otwarcia jamy ustnej względem jej osi pionowej, im bardziej grzbiet języka zbliża się do podniebienia twardego tym bardziej przymknięta samogłoska.
- położenia języka względem poziomej osi jamy ustnej, im bardziej język zbliża się do podniebienia miękkiego tym bardziej tylna samogłoska
- udział warg w artykulacji, które mogą być zaokrąglone lub niezaokrąglone.

## Tabela samogłosek
Klasyfikację samogłosek w postaci tabeli (czworoboku samogłosek) przedstawia poniższa tabela

## Kryteria podziału
Samogłoski według położenia języka
przednie •
przednie scentralizowane •
centralne •
tylne scentralizowane •
tylne
Samogłoski według otwarcia jamy ustnej
przymknięte •
prawie przymknięte •
półprzymknięte •
średnie •
półotwarte •
prawie półotwarte •
otwarte
Samogłoski według udziału warg
zaokrąglone •
niezaokrąglone
Udział rezonansu nosowego
ustne •
nosowe •
znazalizowane

## Według stopnia otwarcia
Od najbardziej przymkniętych do najbardziej otwartych:

### Samogłoski przymknięte
- samogłoska przymknięta przednia niezaokrąglona [i]
- samogłoska przymknięta przednia zaokrąglona [y]
- samogłoska przymknięta centralna niezaokrąglona [ɨ]
- samogłoska przymknięta centralna zaokrąglona [ʉ]
- samogłoska przymknięta tylna niezaokrąglona [ɯ]
- samogłoska przymknięta tylna zaokrąglona [u]

### Samogłoski prawie przymknięte
- samogłoska prawie przymknięta przednia scentralizowana niezaokrąglona [ɪ]
- samogłoska prawie przymknięta przednia scentralizowana zaokrąglona [ʏ]
- samogłoska prawie przymknięta tylna scentralizowana zaokrąglona [ʊ]

### Samogłoski półprzymknięte
- samogłoska półprzymknięta przednia niezaokrąglona [e]
- samogłoska półprzymknięta przednia zaokrąglona [ø]
- samogłoska półprzymknięta centralna niezaokrąglona [ɘ]
- samogłoska półprzymknięta centralna zaokrąglona [ɵ]
- samogłoska półprzymknięta tylna niezaokrąglona [ɤ]
- samogłoska półprzymknięta tylna zaokrąglona [o]

### Samogłoski średnie
- samogłoska średnia centralna [ə]

### Samogłoski półotwarte
- samogłoska półotwarta przednia niezaokrąglona [ɛ]
- samogłoska półotwarta przednia zaokrąglona [œ]
- samogłoska półotwarta centralna niezaokrąglona [ɜ]
- samogłoska półotwarta centralna zaokrąglona [ɞ]
- samogłoska półotwarta tylna niezaokrąglona [ʌ]
- samogłoska półotwarta tylna zaokrąglona [ɔ]

### Samogłoski prawie otwarte
- samogłoska prawie otwarta przednia niezaokrąglona [æ]
- samogłoska prawie otwarta centralna [ɐ]

### Samogłoski otwarte
- samogłoska otwarta przednia niezaokrąglona [a]
- samogłoska otwarta przednia zaokrąglona [ɶ]
- samogłoska otwarta tylna niezaokrąglona [ɑ]
- samogłoska otwarta tylna zaokrąglona [ɒ]

## Według  położenia języka
Od najbardziej przednich do najbardziej tylnych

### Samogłoski przednie
- samogłoska przymknięta przednia niezaokrąglona [i]
- samogłoska przymknięta przednia zaokrąglona [y]
- samogłoska półprzymknięta przednia niezaokrąglona [e]
- samogłoska półprzymknięta przednia zaokrąglona [ø]
- samogłoska półotwarta przednia niezaokrąglona [ɛ]
- samogłoska półotwarta przednia zaokrąglona [œ]
- samogłoska prawie otwarta przednia niezaokrąglona [æ]
- samogłoska otwarta przednia niezaokrąglona [a]
- samogłoska otwarta przednia zaokrąglona [ɶ]

### Samogłoski przednie scentralizowane
- samogłoska prawie przymknięta przednia scentralizowana niezaokrąglona [ɪ]
- samogłoska prawie przymknięta przednia scentralizowana zaokrąglona [ʏ]

### Samogłoski centralne
- samogłoska przymknięta centralna niezaokrąglona [ɨ]
- samogłoska przymknięta centralna zaokrąglona [ʉ]
- samogłoska półprzymknięta centralna niezaokrąglona [ɘ]
- samogłoska półprzymknięta centralna zaokrąglona [ɵ]
- samogłoska średnia centralna [ə]
- samogłoska półotwarta centralna niezaokrąglona [ɜ]
- samogłoska półotwarta centralna zaokrąglona [ɞ]
- samogłoska prawie otwarta centralna [ɐ]

### Samogłoski tylne scentralizowane
- samogłoska prawie przymknięta tylna scentralizowana zaokrąglona [ʊ]

### Samogłoski tylne
- samogłoska przymknięta tylna niezaokrąglona [ɯ]
- samogłoska przymknięta tylna zaokrąglona [u]
- samogłoska półprzymknięta tylna niezaokrąglona [ɤ]
- samogłoska półprzymknięta tylna zaokrąglona [o]
- samogłoska półotwarta tylna niezaokrąglona [ʌ]
- samogłoska półotwarta tylna zaokrąglona [ɔ]
- samogłoska otwarta tylna niezaokrąglona [ɑ]
- samogłoska otwarta tylna zaokrąglona [ɒ]